# Stazione di Genga-San Vittore Terme
La stazione di Genga-San Vittore Terme è una stazione ferroviaria posta sulla linea Roma-Ancona; si trova in località Genga Stazione e serve la cittadina di Genga, oltre alle sue numerose frazioni, fra cui San Vittore Terme. La stazione si trova a circa 50 metri dal parcheggio e dalla biglietteria delle Grotte di Frasassi e a circa 800 metri dall'ingresso del complesso ipogeo.

## Storia
L'impianto venne attivato il 20 luglio 1916 con la denominazione di "Genga-Arcevia" e con la qualifica di semplice fermata; venne trasformato in stazione dopo pochi mesi d'esercizio.